# Taja Kramberger

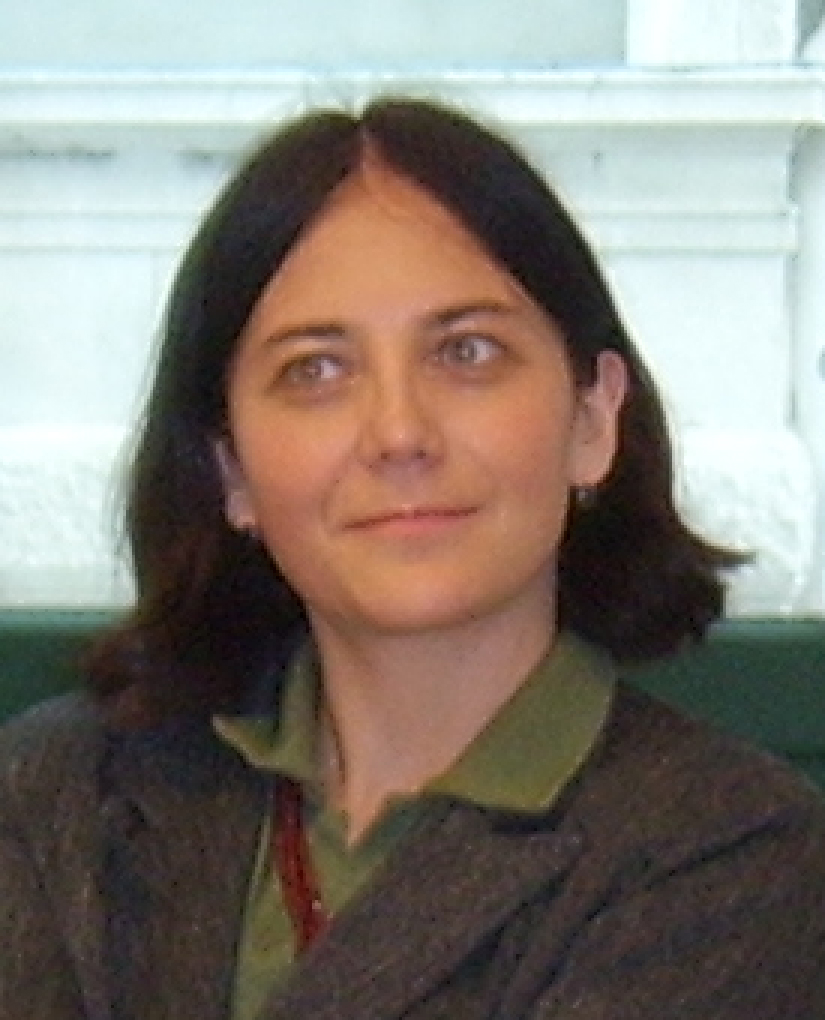
Taja Kramberger (2008)

Taja Kramberger (* 11. September 1970  in Ljubljana) ist eine slowenische historische Anthropologin und Dichterin.
Taja Kramberger hat an der Universität Ljubljana studiert und promovierte an der 2003 gegründeten Universität Primorska in Koper, wo sie derzeit auch als Dozentin tätig ist, in historischer Anthropologie. Sie hatte Fellowships in Paris und Budapest. Sie hat mehrere Aufsätze und Buchbeiträge in ihrem Fachgebiet veröffentlicht. Sie ist Chefredakteurin der mehrsprachigen Zeitschrift „Monitor ZSA – Review of Historical, Social and other Anthropologies. Monitor ZSA“. Sie arbeitet zur Methodologie der Erforschung des kollektiven Gedächtnisses anhand der Forschungen von Maurice Halbwachs. Gemeinsam mit ihrem Ehemann Drago Braco Rotar übersetzte sie Schriften von Pierre Bourdieu und Loïc Wacquant. Ihre Forschungen zur Dreyfus-Affäre und deren antisemitischen Inhalte stellte sie mit ihren Studenten in einer Ausstellung zusammen und thematisierte sie auch mit ihren poetischen Mitteln. 
Seit 1997 wurden von ihr vier Gedichtbände herausgegeben.

## Werke
- Taja Kramberger bei worldcat
- Maurice Halbwachs; Drago B Rotar; Taja Kramberger, Kolektivni spomin, Verlag: Ljubljana : Studia humanitatis, 2001
- Taja Kramberger, Historiografska divergenca : razsvetljenska in historistična paradigma : o odprti in zaprti epistemični strukturi in njunih elaboracijah, Koper, 2007, ISBN 978-961-6033-93-0

### Poezija
- Protitok : Notizen vom Ufer = Gegenströmung. Aus dem Slowen. von Maja Haderlap. [Mit vier Orig.-Holzschn. von Christian Thanhäuser] Ottensheim an der Donau : Ed. Thanhäuser 2002 ISBN 3-900986-51-7
- Beitrag in: Berlin, Odysseus und die Nacht, Anthologie der slowenischen Gegenwartspoesie., Ljubljana 2010, ISBN 978-961-92946-0-4
- Marcipan (pesniška zbirka), (1997)
- Spregovori morje, (1999)
- Žametni indigo, (2004)
- Mobilizacije, (2004) (Mobilizations, mehrsprachig).